# Паротурбінні електростанції
Паротурбінні електростанції (ПТЕС) — основне енергетичне устаткування:
котлоагрегати чи парогенератори, парові турбіни, турбогенератори, а також пароперегрівачі, постачальні, конденсаторні та циркуляційні насоси, конденсатори, повітро-підігрівачі, генератори, електричне розподільне обладнання.
Паротурбінні електростанції поділяють на конденсаційні електростанції (КЕС) та теплоелектроцентралі (ТЕЦ).
Пароватурбіна на Атомна електростанція застосовується для перетворення пари в механічну енергію, вал парової турбіни з'єднано з Турбогенератор а далі в електричну енергію.